# Charlottetown (circonscription fédérale)
Pour les articles homonymes, voir Charlottetown (homonymie).
Circonscription électorale fédérale du Canada
Charlottetown (anciennement Hillsborough) est une circonscription électorale fédérale canadienne dans la province de l'Île-du-Prince-Édouard. Elle est constituée de la ville de Charlottetown.
Les circonscriptions limitrophes sont Cardigan et Malpeque.

## Historique
La circonscription a été créée d'abord sous le nom de Hillsborough en 1966. En 2003, Hillsborough devint Charlottetown. Cette même année, une petite partie de la circonscription de Cardigan fut transférée à Charlottetown.

## Députés
| Législature                   | Années       | Député       | Député           | Parti                     |
| ----------------------------- | ------------ | ------------ | ---------------- | ------------------------- |
| Hillsborough issue de Queen's |              |              |                  |                           |
| 28e                           | 1968–1972    |              | Heath MacQuarrie | Progressiste-conservateur |
| 29e                           | 1972–1974    |              | Heath MacQuarrie | Progressiste-conservateur |
| 30e                           | 1974–1979    |              | Heath MacQuarrie | Progressiste-conservateur |
| 31e                           | 1979–1980    | Tom McMillan |                  | Progressiste-conservateur |
| 32e                           | 1980–1984    | Tom McMillan |                  | Progressiste-conservateur |
| 33e                           | 1984–1988    | Tom McMillan |                  | Progressiste-conservateur |
| 34e                           | 1988–1993    |              | George Proud     | Libéral                   |
| 35e                           | 1993–1997    |              | George Proud     | Libéral                   |
| 36e                           | 1997–2000    |              | George Proud     | Libéral                   |
| 37e                           | 2000–2004    | Shawn Murphy |                  | Libéral                   |
| Charlottetown                 |              |              |                  |                           |
| 38e                           | 2004–2006    |              | Shawn Murphy     | Libéral                   |
| 39e                           | 2006–2008    |              | Shawn Murphy     | Libéral                   |
| 40e                           | 2008–2011    |              | Shawn Murphy     | Libéral                   |
| 41e                           | 2011–2015    |              | Sean Casey       | Libéral                   |
| 42e                           | 2015–2019    |              | Sean Casey       | Libéral                   |
| 43e                           | 2019–2021    |              | Sean Casey       | Libéral                   |
| 44e                           | 2021–2025    |              | Sean Casey       | Libéral                   |
| 45e                           | 2025–Présent |              | Sean Casey       | Libéral                   |

## Résultats électoraux
Modèle:Élection générale canadienne de 2025 — Charlottetown
|       | Candidat       | Parti        | # de voix | % des voix |
|       | Ron MacMillan  | Conservateur | +03 136,  | 14,82 %    |
|       | (X) Sean Casey | Libéral      | +11 910,  | 56,27 %    |
|       | Joe Byrne      | NPD          | +04 897,  | 23,14 %    |
|       | Becka Viau     | Vert         | +01 222,  | 5,77 %     |
| Total | Total          | Total        | 21 165    | 100 %      |

|       | Candidat        | Parti        | # de voix | % des voix |
|       | Donna Profit    | Conservateur | +06 040,  | 32,86 %    |
|       | Sean Casey      | Libéral      | +07 292,  | 39,67 %    |
|       | Joe Byrne       | NPD          | +04 632,  | 25,2 %     |
|       | Eliza Knockwood | Vert         | +00417,   | 2,27 %     |
| Total | Total           | Total        | 18 381    | 100 %      |

|       | Candidat           | Parti        | # de voix | % des voix |
|       | Tom DeBlois        | Conservateur | +05 704,  | 32,11 %    |
|       | (x) Shawn Murphy   | Libéral      | +08 893,  | 50,06 %    |
|       | Brian Pollard      | NPD          | +02 187,  | 12,31 %    |
|       | Laura M. Bisaillon | Vert         | +00858,   | 4,83 %     |
|       | Baird Judson       | Héritage     | +00124,   | 0,7 %      |
| Total | Total              | Total        | 17 766    | 100 %      |